# Makov (okres Svitavy)
Makov je obec v okrese Svitavy v Pardubickém kraji. Žije zde 344 obyvatel.

## Historie
První písemná zmínka o obci pochází z roku 1349.

## Obyvatelstvo
| Rok            | 1869 | 1880 | 1890 | 1900 | 1910 | 1921 | 1930 | 1950 | 1961 | 1970 | 1980 | 1991 | 2001 | 2011 | 2021 |
| -------------- | ---- | ---- | ---- | ---- | ---- | ---- | ---- | ---- | ---- | ---- | ---- | ---- | ---- | ---- | ---- |
| Počet obyvatel | 659  | 664  | 628  | 627  | 618  | 582  | 536  | 419  | 408  | 368  | 324  | 343  | 349  | 321  | 305  |
| Počet domů     | 116  | 120  | 114  | 108  | 108  | 109  | 108  | 116  | 101  | 95   | 91   | 111  | 121  | 124  | 126  |

## Obecní symboly
Znak a vlajka byly obci uděleny rozhodnutím předsedy Poslanecké sněmovny Parlamentu České republiky dne 18. března 2003.

## Pamětihodnosti
- Kostel svatého Víta

## Další fotografie

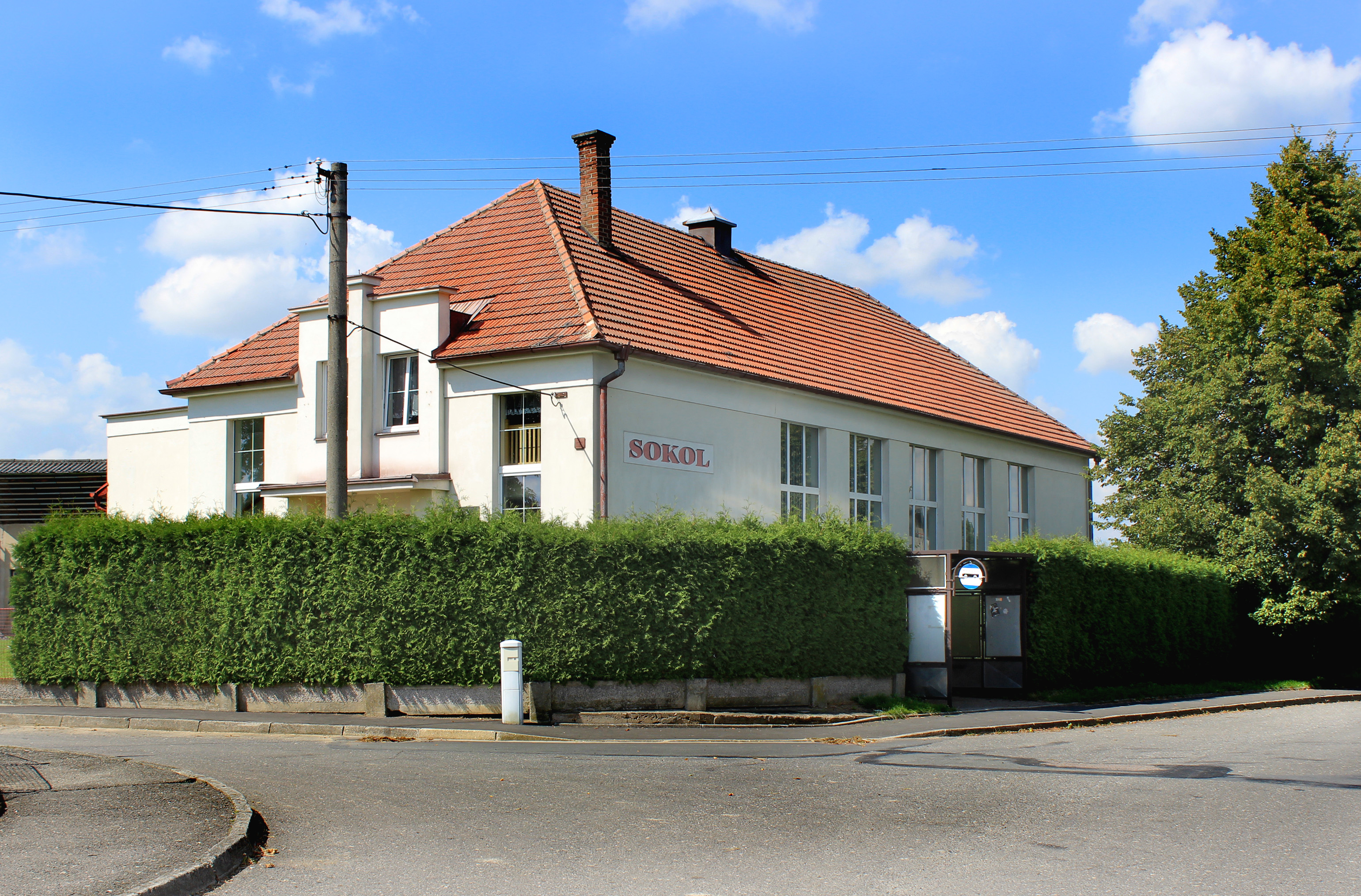
Sokolovna
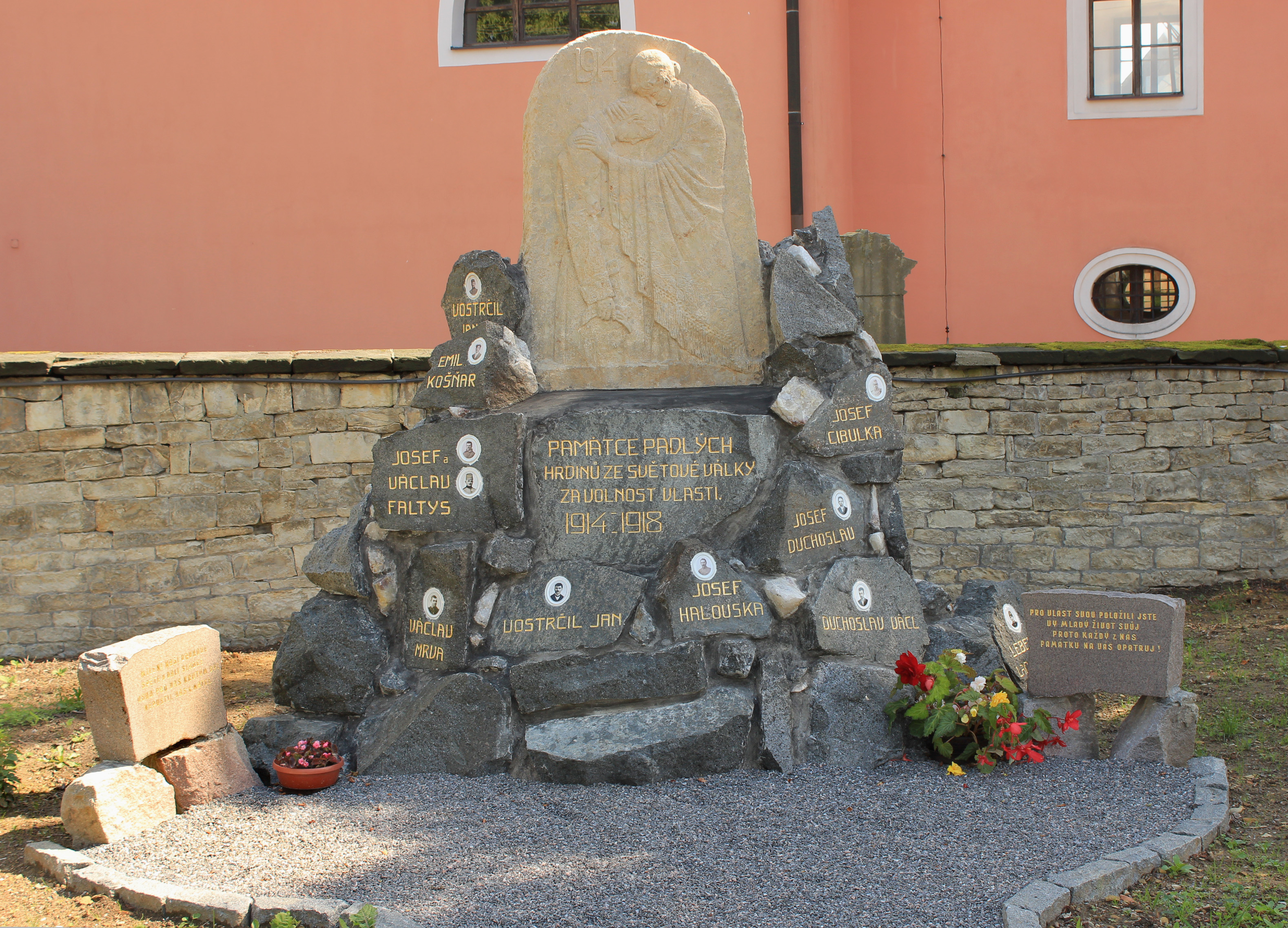
Památník obětem I. světové války
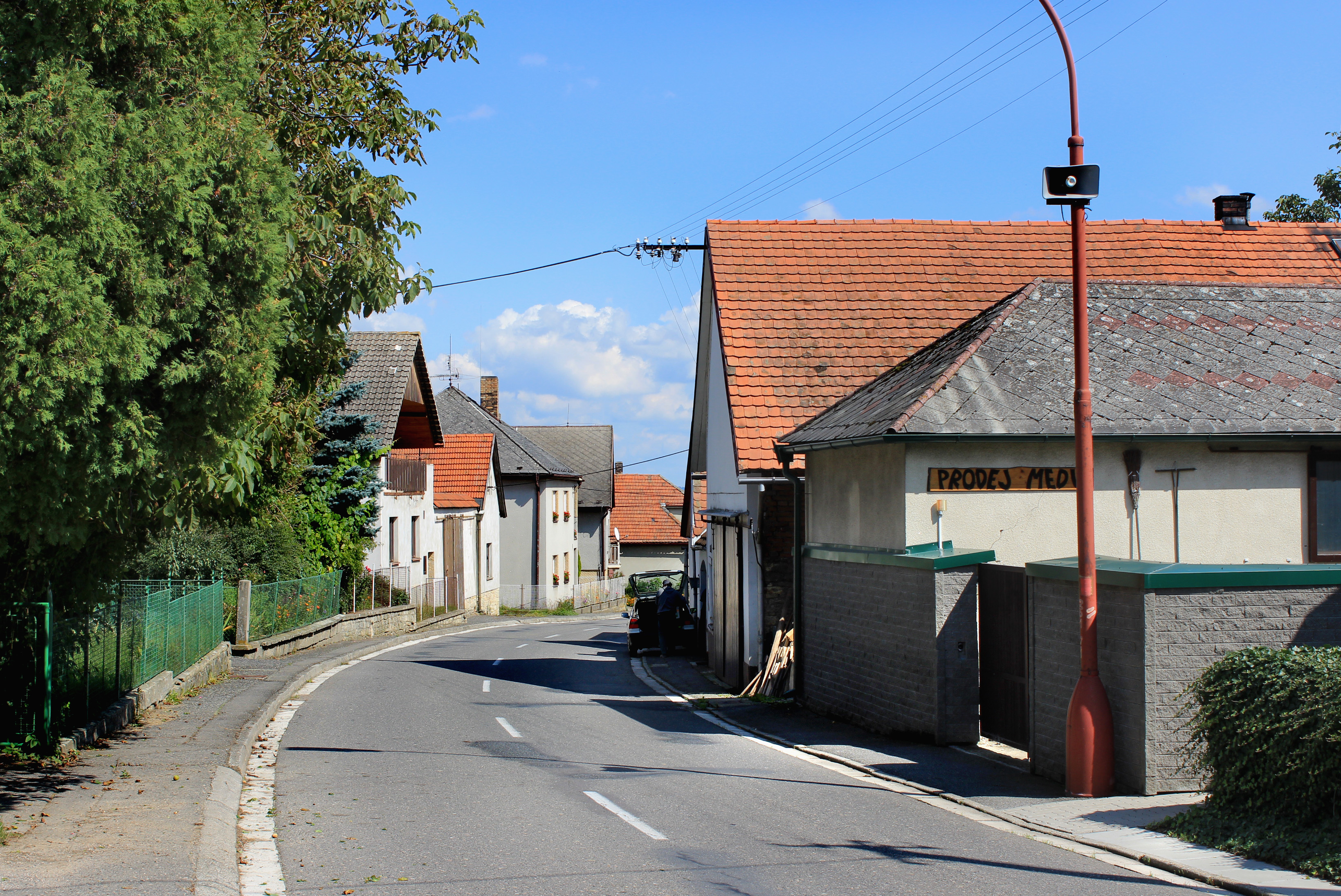
Silnice č. 358